# Hegyfark
Hegyfark (ukránul: Підгорб [Pidhorb]) település Ukrajnában, Kárpátalján, az Ungvári járásban.

## Fekvése
Ungvártól délkeletre, Börvinges és Korláthelmec közt, a Hosszú-hegy déli végénél fekvő település.

## Története
A 19. század elején települt, a történelmi Ungvár–Munkács országút mellett. Első írásos említése 1806-ból származik „Hegyfark” néven; egy 1818-as urbárium szerint 19 évvel korábban irtották ki az erdőt és hozták létre a falut.
Fényes Elek 1851-ben kiadott geográfiai szótárában így ír a faluról: „Hegyfark, orosz falu, Ungh vmegyében, N. Lázhoz 3/4 órányira: 42 romai, 265 g. kath., 18 zsidó lak. F. u. Durcsák. Ut. p. Ungvár.”
A trianoni béke előtt Ung vármegye Ungvári járásához tartozott. Ekkor Csehszlovákiához csatolták. 1938–44 között visszakerült Magyarországhoz.
1945-ben Szovjetunióhoz csatolták a települést. 1991 óta Ukrajnához tartozik.

## Népesség
1910-ben 157 lakosából 27 magyar, 12 német és 118 ruszin anyanyelvű volt; vallását tekintve pedig 11 római katolikus, 128 görögkatolikus, 3 református és 15 izraelita.
| 1910 | 157 |
| 2001 | 406 |

A népesség anyanyelv szerinti megoszlása a teljes népesség %-ában (2001)